# اسکرین جمز
اسکرین جمز (به انگلیسی: Screen Gems) یک استودیو ساخت و توزیع فیلم آمریکایی و زیرمجموعه سونی پیکچرز موشن پیکچر گروپِ شرکت سونی پیکچرز انترتینمنت است که از زمان پیوستگی‌اش برای بیش از چندین دهه، اهداف مختلفی را برای شرکت‌های مادر خود به ارمغان آورده است.

## فیلم های منتشر شده از این کمپانی
| نام                                | سال انتشار | کارگردان              | بودجه           | فروش گیشه       |
| ---------------------------------- | ---------- | --------------------- | --------------- | --------------- |
| قاپ‌زنی                             | ۲۰۰۰       | گای ریچی              | ۱۰ میلیون دلار  | ۸۳ میلیون دلار  |
| رزیدنت ایول: آخرالزمان             | ۲۰۰۲       | پل دبلیو. اس. اندرسون | ۳۳ میلیون دلار  | ۱۰۲ میلیون دلار |
| دنیای مردگان (فیلم ۲۰۰۳)           | ۲۰۰۳       | لن وایزمن             | ۲۲ میلیون دلار  | ۹۷ میلیون دلار  |
| رزیدنت ایول: آخرالزمان             | ۲۰۰۴       | الکساندر ویت          | ۴۵ میلیون دلار  | ۱۲۹ میلیون دلار |
| آناکونداها: شکار ارکیده خونین      | ۲۰۰۴       | دوولیت اچ لیتل        | ۲۰ میلیون دلار  | ۷۴ میلیون دلار  |
| جن‌گیری امیلی رز                    | ۲۰۰۵       | اسکات دریکسون         | ۱۹ میلیون دلار  | ۱۴۴ میلیون دلار |
| لولوخورخوره (فیلم)                 | ۲۰۰۶       | استیون کی             | ۲۰ میلیون دلار  | ۶۷ میلیون دلار  |
| هنگامی که یک غریبه تماس می‌گیرد     | ۲۰۰۶       | سایمون وست            | ۱۵ میلیون دلار  | ۶۷ میلیون دلار  |
| پیام‌رسانان (فیلم)                  | ۲۰۰۷       | برادران پنگ           | ۳۲ میلیون دلار  | ۵۵ میلیون دلار  |
| رزیدنت ایول: انقراض                | ۲۰۰۷       | راسل مالکهی           | ۴۵ میلیون دلار  | ۱۴۷ میلیون دلار |
| لیک‌ویو تراس                        | ۲۰۰۸       | نیل لابیت             | ۲۰ میلیون دلار  | ۴۴ میلیون دلار  |
| قرنطینه (فیلم ۲۰۰۸)                | ۲۰۰۸       | جان اریک داودل        | ۱۲ میلیون دلار  | ۴۱ میلیون دلار  |
| شب پرام (فیلم ۲۰۰۸)                | ۲۰۰۸       | نلسون مک کورمیک       | ۲۰ میلیون دلار  | ۵۷ میلیون دلار  |
| رزیدنت ایول: زندگی پس از مرگ       | ۲۰۱۰       | پل دبلیو. اس. اندرسون | ۶۰ میلیون دلار  | ۲۹۶ میلیون دلار |
| برلسک (فیلم ۲۰۱۰)                  | ۲۰۱۰       | استیو آنتین           | ۵۵ میلیون دلار  | ۸۹ میلیون دلار  |
| لژیون (فیلم ۲۰۱۰)                  | ۲۰۱۰       | اسکات استوارت         | ۲۶ میلیون دلار  | ۶۷ میلیون دلار  |
| مرگ در مراسم خاکسپاری              | ۲۰۱۰       | نیل لابیت             | ۲۱ میلیون دلار  | ۴۹ میلیون دلار  |
| سارقان                             | ۲۰۱۰       | جان لویسنهاپ          | ۳۲ میلیون دلار  | ۶۹ میلیون دلار  |
| مثل آب خوردن                       | ۲۰۱۰       | ویل گلوک              | ۸ میلیون دلار   | ۷۴ میلیون دلار  |
| جان عزیز (فیلم)                    | ۲۰۱۰       | لاسه هالستروم         | ۲۵ میلیون دلار  | ۱۱۵ میلیون دلار |
| دوستی با مزایا (فیلم)              | ۲۰۱۱       | ویل گلوک              | ۳۵ میلیون دلار  | ۱۴۹ میلیون دلار |
| هم‌اتاقی                            | ۲۰۱۱       | کریستین کریستنسن      | ۱۶ میلیون دلار  | ۴۰ میلیون دلار  |
| رزیدنت ایول: قصاص                  | ۲۰۱۲       | پل دبلیو. اس. اندرسون | ۶۵ میلیون دلار  | ۲۴۰ میلیون دلار |
| عهد (فیلم)                         | ۲۰۱۲       | میشل سوشی             | ۳۰ میلیون دلار  | ۱۹۶ میلیون دلار |
| ابزارهای مرگبار: شهر استخوان‌ها     | ۲۰۱۳       | هارالد زوارت          | ۶۰ میلیون دلار  | ۹۵ میلیون دلار  |
| عمل بد (فیلم ۲۰۱۴)                 | ۲۰۱۴       | سم میلر               | ۱۳ میلیون دلار  | ۵۴ میلیون دلار  |
| از شر شیطان نجاتمان ده (فیلم ۲۰۱۴) | ۲۰۱۴       | اسکات دریکسون         | ۳۰ میلیون دلار  | ۸۷ میلیون دلار  |
| کری (فیلم ۲۰۱۳)                    | ۲۰۱۳       | کیمبرلی پرس           | ۳۰ میلیون دلار  | ۸۴ میلیون دلار  |
| سخنران عروسی                       | ۲۰۱۵       | جرمی گارلیک           | ۲۳ میلیون دلار  | ۷۹ میلیون دلار  |
| مرد کامل (فیلم ۲۰۱۵)               | ۲۰۱۵       | دیوید ام. رزنتال      | ۱۲ میلیون دلار  | ۶۰ میلیون دلار  |
| نفس نکش                            | ۲۰۱۶       | فد آلوارز             | ۹‘۹ میلیون دلار | ۱۵۷ میلیون دلار |
| وقتی ساقه‌ها می‌شکنند (فیلم ۲۰۱۶)    | ۲۰۱۶       | جان کسار              | ۱۰ میلیون دلار  | ۳۰ میلیون دلار  |
| رزیدنت ایول: قسمت پایانی           | ۲۰۱۷       | پل دبلیو. اس. اندرسون | ۴۰ میلیون دلار  | ۳۱۲ میلیون دلار |
| اسلندرمن (فیلم)                    | ۲۰۱۸       | سیلوین وایت           | ۱۰ میلیون دلار  | ۵۱ میلیون دلار  |
| تسخیر هانا گریس                    | ۲۰۱۸       | دایدریک ون رایجن      | ۷ میلیون دلار   | ۴۳ میلیون دلار  |
| برایت برن                          | ۲۰۱۹       | دیوید یارووسکی        | ۶ میلیون دلار   | ۲۸ میلیون دلار  |